# Наука в душата
„Наука в душата“ е книга с избрани есета и други текстове от Ричард Докинс, публикувана през 2017 г.
Публикуван след два тома автобиография, това е неговият втори сборник с есета, заедно с A Devil's Chaplain (2003).

## Описание
Книгата е редактирана от Джилиан Сомърскейлс и е посветена на Кристофър Хитчънс (1949 – 2011).
Съдържа повече от четиридесет есета, публицистика, лекции и писма (организирани в осем глави) за значението на науката.

## Отзиви
Майкъл Шърмър, главен редактор на Skeptic, пише: „Нито един жив учен не заслужава такова признание повече от Ричард Докинс, всяка книга на когото отразява неговия литературен гений и научна същност. „Наука в душата“ е идеалното въплъщение на литературата с нобелово качество“.
Джеймс Ранди, автор на The Faith Healers, пише, че „„Наука в душата“ е пълна с философията на д-р Докинс, хумора, гнева и тихата мъдрост, водейки читателя нежно, но твърдо към неизбежни заключения, които назидават и образоват, като същевременно периодично пуска периодични добри думи, които сериозно привличат вниманието“.

## В България
В България „Наука в душата“ е издадена през 2018 г. от „Сиела“ (ISBN 978-954-28-2730-6).